# Torre central de radio y televisión de Pekín
La Torre central de radio y televisión de Pekín, en inglés Central Radio & TV Tower, (en chino, 中央广播电视塔) es una torre de observación y telecomunicaciones de 386,5 m de altura situada en Pekín, China. Fue la estructura más alta de la ciudad hasta la construcción de la CITIC Tower, y tiene una plataforma de observación a 238 m de altura. La torre proporciona vistas panorámicas de la ciudad desde su restaurante giratorio y plataforma de observación. Es miembro de la World Federation of Great Towers.

## Historia
La torre se completó en 1992, y fue diseñada por Paulus Snoeren a finales de la década de 1980. Contiene equipos de radiodifusión de la Televisión Central de China. Está situada en el Distrito de Haidian de Pekín, cerca de la estación de metro de Gongzhufen y el Parque Yuyuantan. La Sede de la Televisión Central de China está situada en el Distrito de Chaoyang, diseñada por Rem Koolhaas a finales de 2009.
Cada año se celebra una carrera hasta la cima de la torre, que consiste en dos vueltas a la base seguidas por un ascenso de los 1484 escalones que conducen hasta la plataforma de observación.

## Galería de imágenes

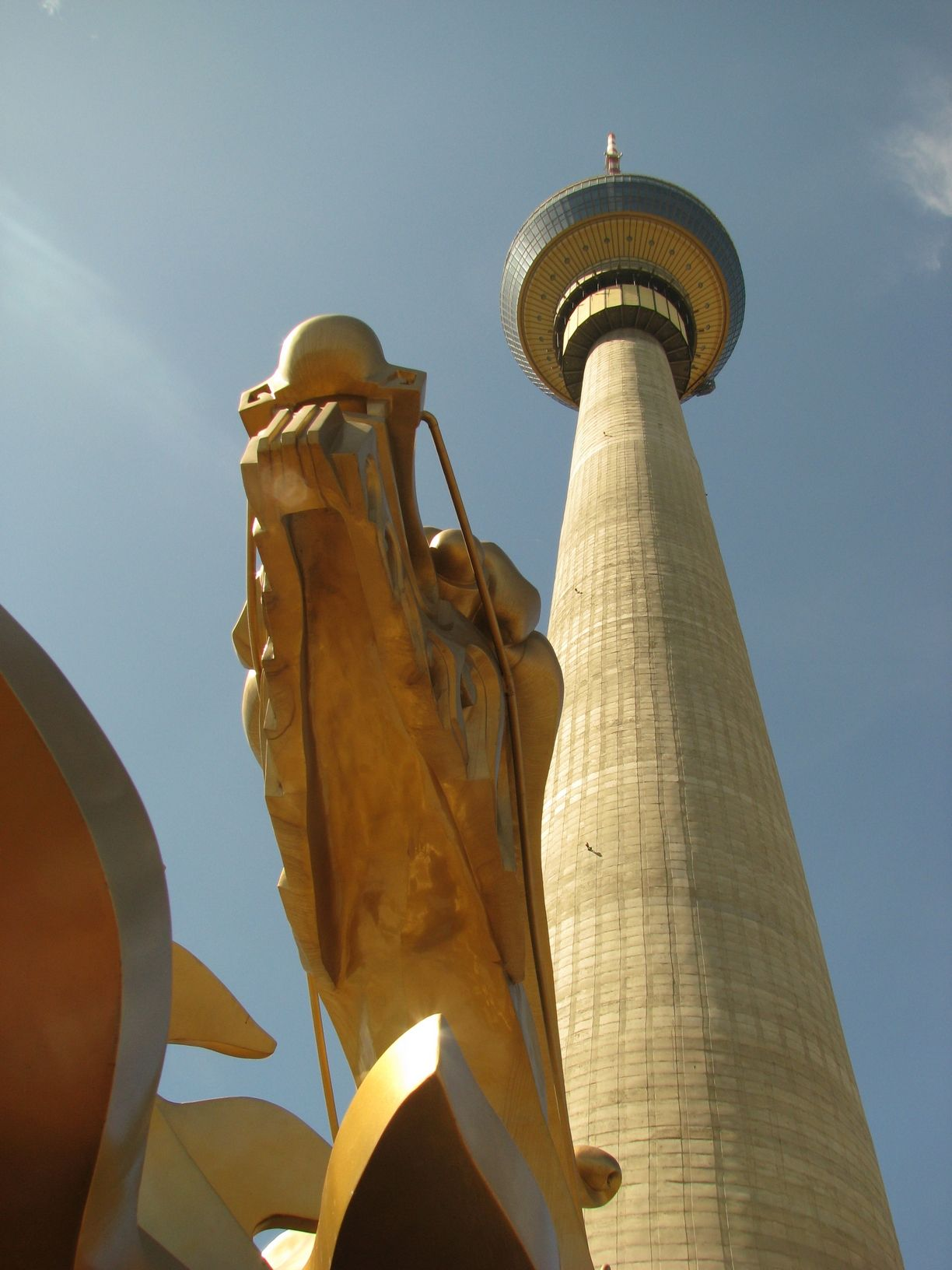
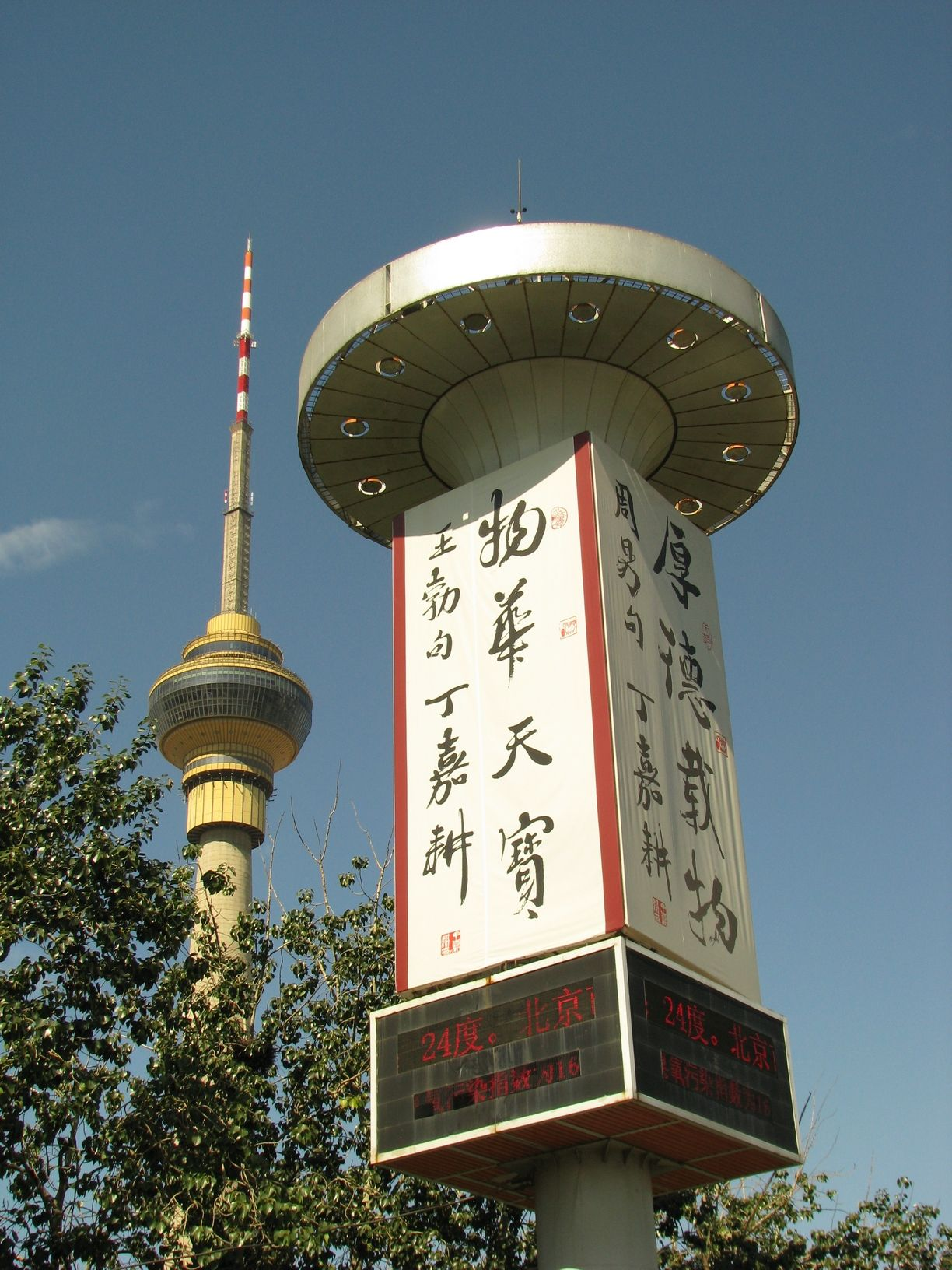
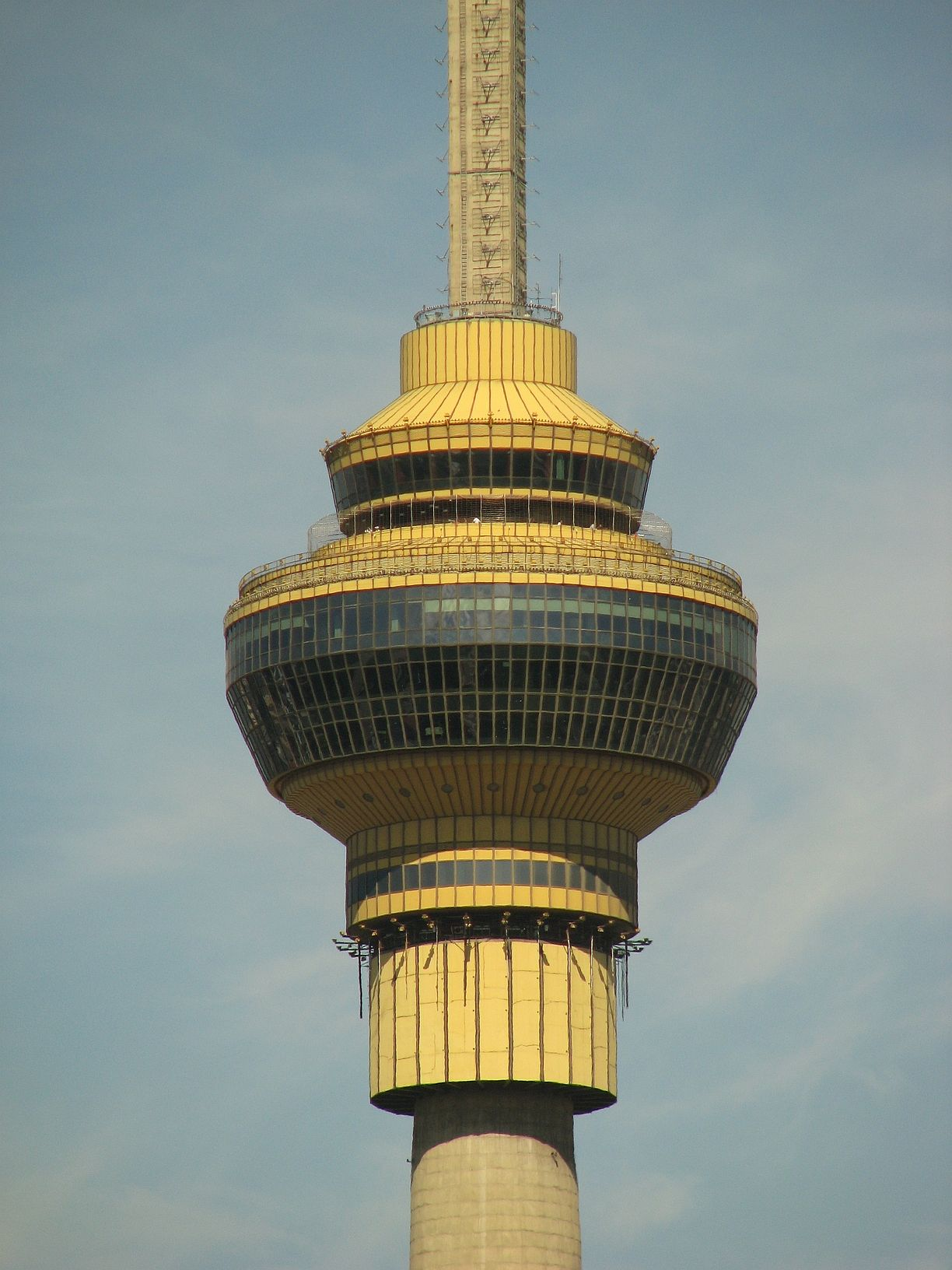
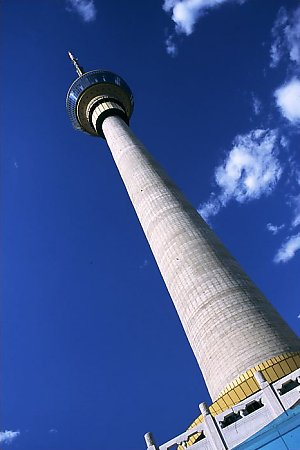
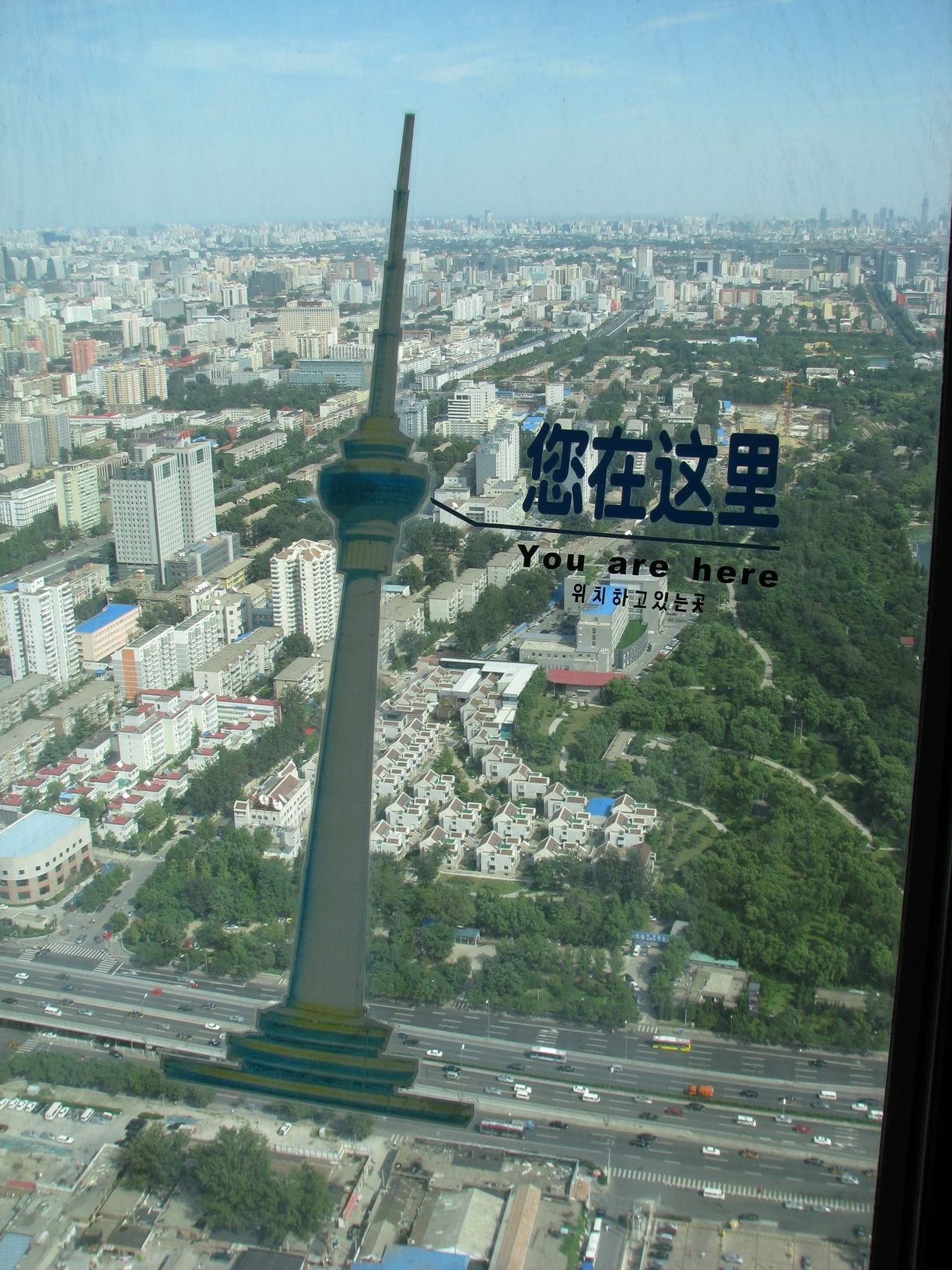
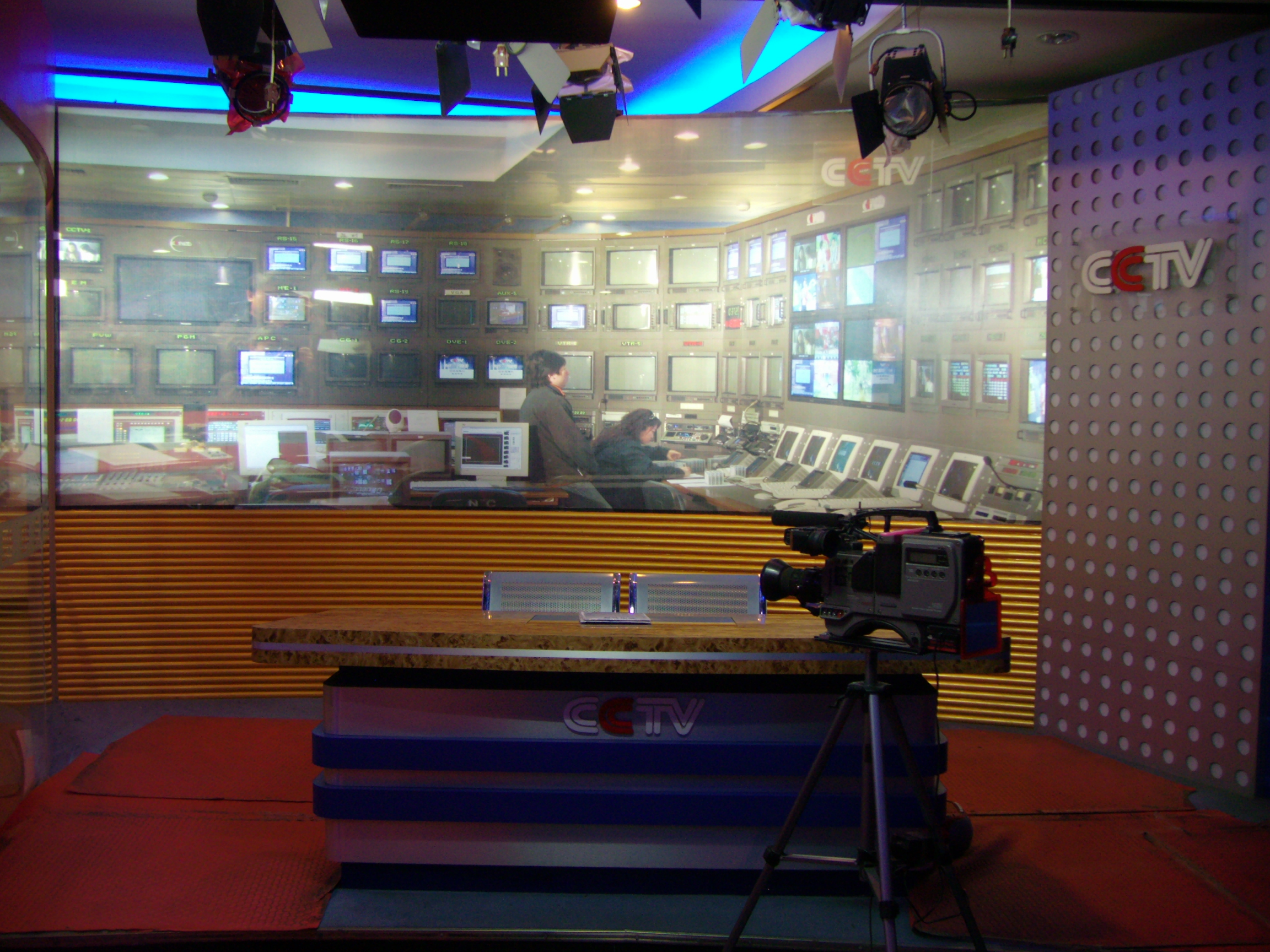